# Rio Water Planet
O Rio Water Planet foi um parque aquático localizado em Vargem Grande, bairro do Rio de Janeiro, capital do estado homônimo.
O parque foi criado em 1998 por Cleilton Menezes, tinha uma área total de 400.000 m² e ficava no pé do Maciço da Pedra Branca. Com mais de 40 atrações, o parque tinha atrações bem diversificadas como toboáguas, piscina de ondas, rio lento, corredeiras, além de um complexo infantil para crianças. Era o maior parque aquático da América Latina.
No dia 16 de agosto de 2018, a Justiça do Rio de Janeiro determinou o despejo do parque que encerrou definitivamente as atividades em 04 de outubro do mesmo ano.

## Fechamento do Parque
A 3ª Vara Cível da Barra da Tijuca determinou o despejo do Rio Water Planet, que foi cumprido em 16 de agosto de 2018. Tratou-se de uma ação movida pelos donos do terreno contra os administradores do parque. O contrato de locação terminou em 2014, mas o parque continuou funcionando normalmente por mais 4 anos sem pagar o aluguel do terreno no valor de R$ 150 mil por mês. O parque encerrou as atividades definitivamente em 04 de outubro de 2018.

## Controvérsias
No dia 1° de fevereiro de 2001, queda do teleférico no parque, deixou 10 pessoas feridas. O acidente aconteceu por volta das 12h30, quando cerca de 3.500 pessoas estavam no local. O parque foi interditado pela Defesa Civil. Uma vistoria preliminar feita por peritos da Defesa Civil constatou que o cabo do teleférico saiu da roldana que fica no topo do teleférico, a uma altura de cerca de seis metros, provocando a queda de 12 cadeiras duplas, todas ocupadas. Um erro na operação do equipamento teria causado o acidente.